# 程霖
程霖，是一名清朝政治人物。
程霖曾于乾隆年间接替张琦任邵武府知府一职，乾隆二十八年(1763年)由李士遴接任。